# Милорад Билбија
Милорад Билбија (Сански Мост, 17. јул 1964) бивши је српски и југословенски фудбалер.

## Каријера
Милорад Билбија је рођен 17. јула 1964. године у Санском Мосту. Играо је на позицији одбрамбеног играча. Године 1983. дебитовао је за први тим Борца из Бања Луке. Био је стандардни првотимац у екипи. Највећи успех са бањалучким клубом је био када су освојили Куп Југославије 1988. године. Победили су у финалу купа са 1:0 Црвену звезду на стадиону ЈНА. Билбија је играо целу утакмицу, скривио је пенал у 81. минуту због наводног контакта са Милојевићем, али је голман Слободан Каралић одбранио ударац Драгану Стојковићу Пиксију. Борац је први друголигаш који је освојио Куп Југославије. Са Борцем је освојио турнир Митропа куп 1992. године у италијанском граду Фођа.
Године 1992. одлази у иностранство, потписао је за турски Газијантепспор. У сезони 1993/94. играо је за ОФК Кикинду у Првој лиги СР Југославије. До краја играчке каријере наступао је још за два клуба из Републике Српске: Слободу Нови Град и за Слогу из Трна.
Био је помоћни тренер првог тима Борца од 2011. до 2013. године, радио је и са млађим категоријама у клубу. У акцији бањалучких новина Глас Српске одржаној 2006. године, некадашњи тренери, играчи и људи који су безмало цели век провели уз Борац изабрали су „Идеалну једанаесторицу“ Борца и међу њима је био Билбија.

## Приватно
Његов син Немања Билбија је такође фудбалер, игра на позицији нападача. Има и кћерку која се зове Тамара.

## Трофеји
Борац Бања Лука
- Куп Југославије: 1988.
- Митропа куп: 1992.